# Mordellistenula lacinicollis
Mordellistenula lacinicollis es una especie de coleóptero de la familia Mordellidae.

## Distribución geográfica
Habita en (España).